# Constellation (Album)
Constellation das am 25. Mai 2018 erschienene fünfte Studioalbum der deutschen Rockband Fargo.

## Hintergrund
Fargo hatte nach der Bandgründung durch Peter Knorn 1973 mehrere Besetzungswechsel erlebt, bevor die Gruppe sich ab 1976 stabilisierte, nachdem Gitarrist und Sänger Peter Ladwig eingestiegen war. 1977 konnte die Band eine erste Single aufnehmen; das erste Album, Wishing Well, wurde 1979 veröffentlicht. In den folgenden Jahren nahm die Band weitere Alben auf, bevor sie 1985 einen weltweiten Plattenvertrag bei CBS bekam und sich auf die dringende Empfehlung ihres US-amerikanischen Managers David Krebs in Victory umbenannte.
Als Bassist Peter Knorn 2016 sein von SPV verlegtes Buch Bis hierhin und so weiter veröffentlichte, trat er bei der Feier zur Veröffentlichung mit Peter Ladwig auf, woraus das Angebot von SPV resultierte, ein neues Fargo-Album aufzunehmen. Die Aufnahmen dazu fanden gemeinsam mit Nikolas Fritz, dem Schlagzeuger von Mob Rules, und dem Gitarristen Arndt Schulz (Jane, Harlis) statt. An zwei Songs wirkte auch der ehemalige Fargo-Schlagzeuger Frank Tolle mit. Produzent des Albums war Helge Engelke.
Am 23. März 2018 veröffentlichte die Band die Single Leave It, am 4. Mai des Jahres folgte Step Back. Nach der Veröffentlichung des Albums am 25. Mai 2018 erschien noch Buzz Buzz. Zu allen Singles wurden Musikvideos produziert.

## Titelliste
| Nr.          | Titel                  | Text         | Musik        | Gastmusiker             | Länge |
| ------------ | ---------------------- | ------------ | ------------ | ----------------------- | ----- |
| 1.           | Step Back              | Peter Knorn  | Peter Ladwig |                         | 4:02  |
| 2.           | Leave It               | Knorn        | Ladwig       |                         | 3:37  |
| 3.           | Mind Your own Business | Knorn        | Ladwig       |                         | 3:52  |
| 4.           | Loser’s Blues          | Knorn        | Ladwig       |                         | 3:31  |
| 5.           | Buzz Buzz              | Knorn        | Arndt Schulz | Schlagzeug: Frank Tolle | 4:10  |
| 6.           | Cross to Bear          | Knorn        | Ladwig       |                         | 3:53  |
| 7.           | Don’t Talk             | Knorn        | Ladwig       | Schlagzeug: Frank Tolle | 3:14  |
| 8.           | Southern Breeze        | Knorn        | Schulz       |                         | 3:21  |
| 9.           | Boozy Vivienne         | Knorn        | Ladwig       |                         | 3:48  |
| 10.          | What’s Wrong           | Ladwig       | Ladwig       |                         | 3:40  |
| 11.          | Goddess of Destiny     | Knorn        | Ladwig       |                         | 3:14  |
| 12.          | Good Night             | Knorn        | Ladwig       |                         | 2:13  |
| Gesamtlänge: | Gesamtlänge:           | Gesamtlänge: | Gesamtlänge: | Gesamtlänge:            | 40:35 |

## Rezeption
In Rolling Stone schrieb Frank Schäfer, dass Peter Knorn mit seiner Biografie „Begehrlichkeiten geweckt“ und man sich „plötzlich wieder an die Hannoveraner Hardrocker erinnert“ habe, die „Anfang der Achtziger für ein paar Jahre vom großen Erfolg“ hatten träumen dürfen, aber dafür „schlicht nicht zeitgemäß, also hart genug“ gewesen seien. Dies seien sie „immer noch nicht,“ aber nun sei „Anachronismus kein Manko“ mehr, und so würden „die wiedervereinigten Fargo-Köpfe Ladwig und Knorn“ einfach da weitermachen, wo sie aufgehört hätten, „vielleicht noch ein bisschen zurückgelehnter als damals.“ Das liege auch an Arndt Schulz, dem „tiefenentspanntesten, geschmackvollsten Bluesgitarristen unter der niedersächsischen Sonne.“
Knorn habe Fargo „aus hörbarem Spaß an der Musik mit Gitarrist und Original-Sänger Peter Ladwig“ reaktiviert, wie Markus Baro in Rocks meinte. Die Band knüpfe mit ihrem fünften Album Constellation an „kultige Werke“ wie No Limit (1980) oder Frontpage Lover (1981) an. Der „tiefenentspannte und leicht bluesaffine Hardrock“ komme auch 2018 „ohne Dicke-Hose-Produktion oder digitale Mätzchen“ aus. „Luftig-beschwingte Ohrwürmer“ wie Goddess of Destiny, Loser’s Blues oder das tolle Cross to Bear entspönnen sich „genüsslich um die sparsam-akzentuierte Gitarrenarbeit, den unaufgeregten Gesang und Knorns wohlig-brummende Basslinien.“
In Rock Hard schrieb Thomas Kupfer, „36 Jahre nach der letzten Veröffentlichung“ erscheine ein neues Fargo-Album, was unterstreiche, dass auf Constellation „Überzeugungstäter zu Werke“ gingen, die sich „schon lange keinen Kopf mehr um etwaige Erwartungshaltungen“ machten, sondern „beharrlich ihr eigenes Ding“ durchzögen. Das Quartett zelebriere „eine Mischung aus gut abgehangenem Rock und Blues, wobei Gitarrist/Sänger Peter Ladwig den Songs mit seinem Sprechgesang eine ganz eigene Note“ verleihe, allerdings hätte man das Gaspedal „gerne das eine oder andere Mal entschlossener in Richtung Ölwanne“ durchtreten dürfen. Constellation sei ein angenehm unaufgeregtes Album, „aber eben auch nicht mehr“. Kupfer vergab 6 von 10 möglichen Punkten.
Man müsse schon „wahlweise das entsprechende Alter oder ein ausgesprochenes Interesse an der Hard Rock-Historie Hannovers haben, um mit dem Namen Fargo eine Band und nicht etwa eine cineastische Kreation der Coen-Brüder zu verbinden“, meinte Frank Thießies in Metal Hammer. Das Comeback der beiden Fargo-Originalmitglieder Peter Knorn (Bass) und Peter Ladwig (Gesang, Gitarre), entpuppe sich „als ziemlich lässiges Alterswerk.“ „Blues-basiert und Boogie-beflissen“ hätten die Rückkehrer ein Album eingespielt, das „es sich zwischen Bad Company und ZZ Top gemütlich“ mache, „US-Authentizität nicht nur im stimmlichen Ausdruck“ offeriere und „zuweilen sogar dezente Country-Rock-Kompetenzen“ offenbare.